# نوشهره، خيبر باختونخوا
نوشہرہ خيبر باختونخوا (بالأردية: نوشہرہ)‏ هي مستوطنة، في باكستان، تقع في ناحية نوشهره ‏ ، وهي عاصمتها، بلغ عدد سكانها 118,594 نسمة وذلك حسب إحصائيات سنة 2017، تبلغ مساحتها 1,748 كيلومتر مربع، رمزها البريدي هو 24100.

## أعلام
- قاضي حسين أحمد
- السيد نور علي شاه الجيلاني التاروجبوي